# ده مزنگ
ده مزنگ ( انگلیسی: Deh Mazang)، همچنین به نام ده‌مزنگ، یک محله در غرب کابل، افغانستان، واقع در ضلع جنوبی کوه آسمایی است. این محله بخشی از ناحیه ٣ کابل است. باغ وحش کابل در جنوب آن و چنداول در شهر قدیمی و در شرق آن واقع شده است. ده‌مزنگ به خاطر زندان بزرگ سابق خود که در دهه ١٩٣۰ ساخته شده بود شناخته شده است. چوک (چهار راهی) ده مزنگ در جنوب آن واقع شده است که آسامایی وات، سوم عقرب و جاده دارالامان را به هم متصل می‌کند.